# گزوئیه ۲
گزوئیه ۲ یک روستا در ایران است که در شهرستان بردسیر واقع شده‌است.